# Austin A99
Austin A99 – samochód osobowy klasy średniej-wyższej produkowany przez brytyjską firmę Austin w latach 1959–1961. Dostępny jako 4-drzwiowy sedan. Do napędu użyto silnika R6 o pojemności 2,9 litra. Moc przenoszona była na oś tylną poprzez 4-biegową manualną lub 3-biegową automatyczną skrzynię biegów. Samochód został zastąpiony przez model A110. Powstało 15162 egzemplarze modelu.

## Dane techniczne

### Silnik
- R6 2,9 l (2912 cm³), 2 zawory na cylinder, OHV
- Układ zasilania: dwa gaźniki
- Średnica cylindra × skok tłoka: 83,36 mm × 88,90 mm
- Stopień sprężania: 8,2:1
- Moc maksymalna: 110 KM (81 kW) przy 4750 obr./min
- Maksymalny moment obrotowy: 224 N•m przy 2500 obr./min

## Galeria

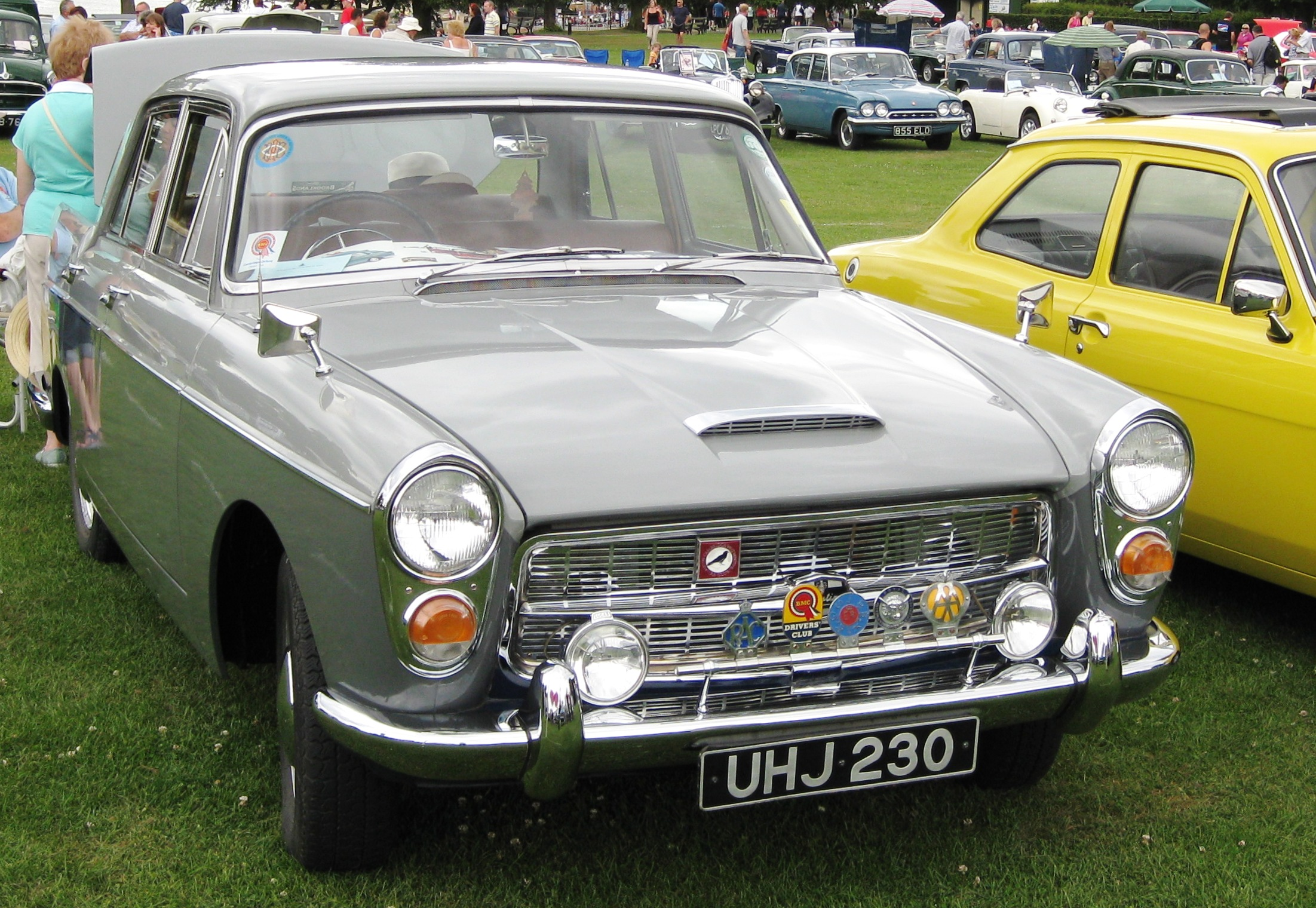
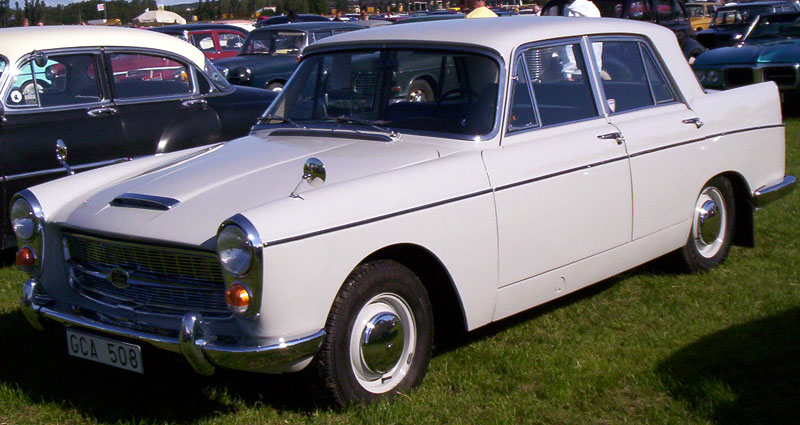

### Osiągi
- Przyspieszenie 0-80 km/h: 13,1 s
- Prędkość maksymalna: 162 km/h